# Distretto militare del Caucaso

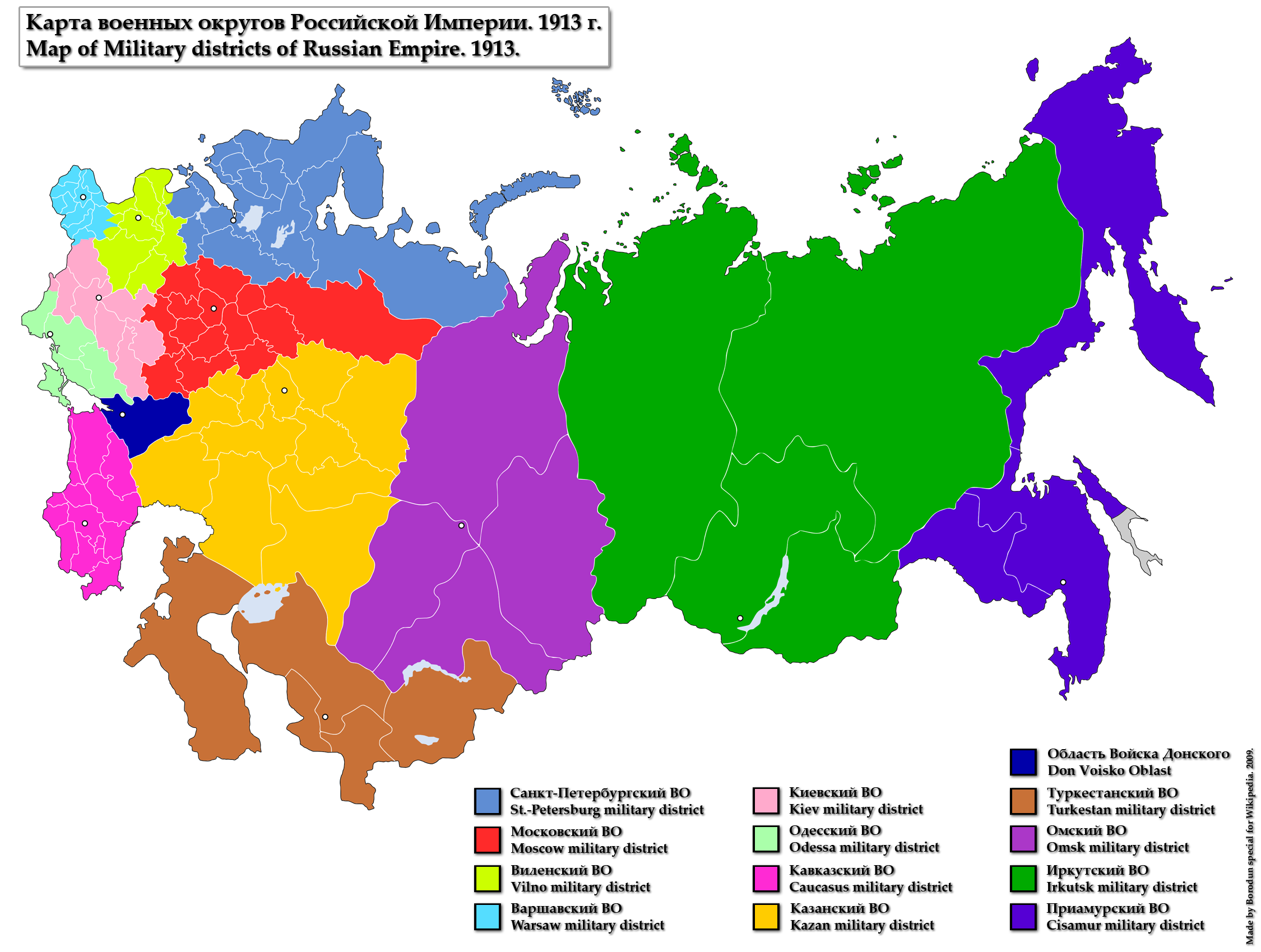
Distretti militari dell'Impero russo nel 1913

Il Distretto militare del Caucaso (in russo: Кавказский военный округ) fu un distretto militare dell'Impero Russo. Fu creato nel 1865 come successore dell'esercito del Caucaso che raggruppava varie armate e venne sciolto nel 1917.

## Storia
Il distretto militare del Caucaso fu creato nell'ambito delle riforme militari del ministro Dmitry Milyutin .
Durante l'esistenza del distretto, il suo comandante in capo era anche suprema autorità civile nel Caucaso e delle truppe caucasiche. Tra il 1865 e il 1881 e di nuovo tra il 1905 e il 1917, il comandante in capo del distretto fu anche viceré del Caucaso.
Dopo la formazione del distretto, il Granduca Michail Nikolaevič Romanov (che era già viceré del Caucaso e comandante in capo dell'esercito del Caucaso dal 6 dicembre 1862) divenne il suo primo comandante in capo. Il 23 agosto 1915, durante la prima guerra mondiale, il Granduca assunse nuovamente questo incarico, che mantenne fino al 3 febbraio 1917.
L'Armata del Caucaso fu formata nel luglio 1914 da unità del distretto militare del Caucaso. Cessò di esistere nell'aprile del 1917 quando fu riorganizzato dalla Repubblica russa come Fronte del Caucaso, sebbene contenesse quasi le stesse unità del precedente esercito e continuasse a combattere nello stesso fronte. Il fronte a sua volta si dissolse e cessò di esistere nel marzo del 1918.

## Territorio
Dopo una serie di modifiche dal 1866 al 1899, nel 1914 il distretto comprendeva sette province (Stavropol', Tbilisi, Kutaisi, Elizavetpol', Baku, Erevan e il Mar Nero) e cinque regioni (Kuban, Terek, Daghestan, Kars e Batumi), per un totale di 12 divisioni amministrative, di cui tre nel nord e nove nel Caucaso, queste ultime costituivano il vicereame caucasico di cui il comandante in capo del distretto era viceré.

## Unità terrestri
- 1º Corpo d'armata del Caucaso
- 2º Corpo d'armata del Caucaso
- 3º Corpo d'armata del Caucaso
- Forte di Alessandropoli
- Forte di Kars
- Forte di San Michele (Batumi)